# Мустафа Юмлу
Мустафа Юмлу (тур. Mustafa Yumlu, нар. 25 вересня 1987, Трабзон) — турецький футболіст, захисник клубу «Акхісар Беледієспор».

## Клубна кар'єра
Народився 25 вересня 1987 року в місті Трабзон. Вихованець юнацьких команд футбольних клубів «Айдінліспор», «Трабзонспор» і «Ідманокагі».
2006 року підписав свій перший професійний контракт з «Арсінспором», але відразу був відданий в оренду в «1461 Трабзон», де відіграв один сезон, взявши участь у 29 матчах, в яких забив один гол. Влітку 2007 року повернувся в «Арсінспор», де також став основним гравцем, взявши участь у 31 матчі чемпіонату (4 голи).
В липні 2008 року на правах вільного агента підписав контракт з «Трабзонспором», але відразу знову був відданий в оренду в «1461 Трабзон». Цього разу відіграв за команду з Трабзона наступні два сезони своєї ігрової кар'єри. Більшість часу, проведеного у складі «1461 Трабзон», був основним гравцем захисту команди, зігравши у 57 матчах чемпіонату.
Влітку 2010 року повернувся з оренди в «Трабзонспор», проте в перший сезон на поле виходив не дуже часто. Лише з сезону 2011/12 Юмлу став основним гравцем захисту команди. Наразі встиг відіграти за команду з Трабзона 94 матчі в національному чемпіонаті.

## Виступи за збірну
2011 року провів один матч за другу збірну Туреччини, відігравши всі 90 хвилин проти другої команди Білорусі (1:0).

## Титули і досягнення
- Володар Кубка Туреччини (1):

«Акхісар Беледієспор»: 2017-18
- Володар Суперкубка Туреччини (1):

«Акхісар Беледієспор»: 2018